# Football Club Internazionale 1964-1965
Questa voce raccoglie le informazioni riguardanti il Football Club Internazionale nelle competizioni ufficiali della stagione 1964-1965.

## Stagione

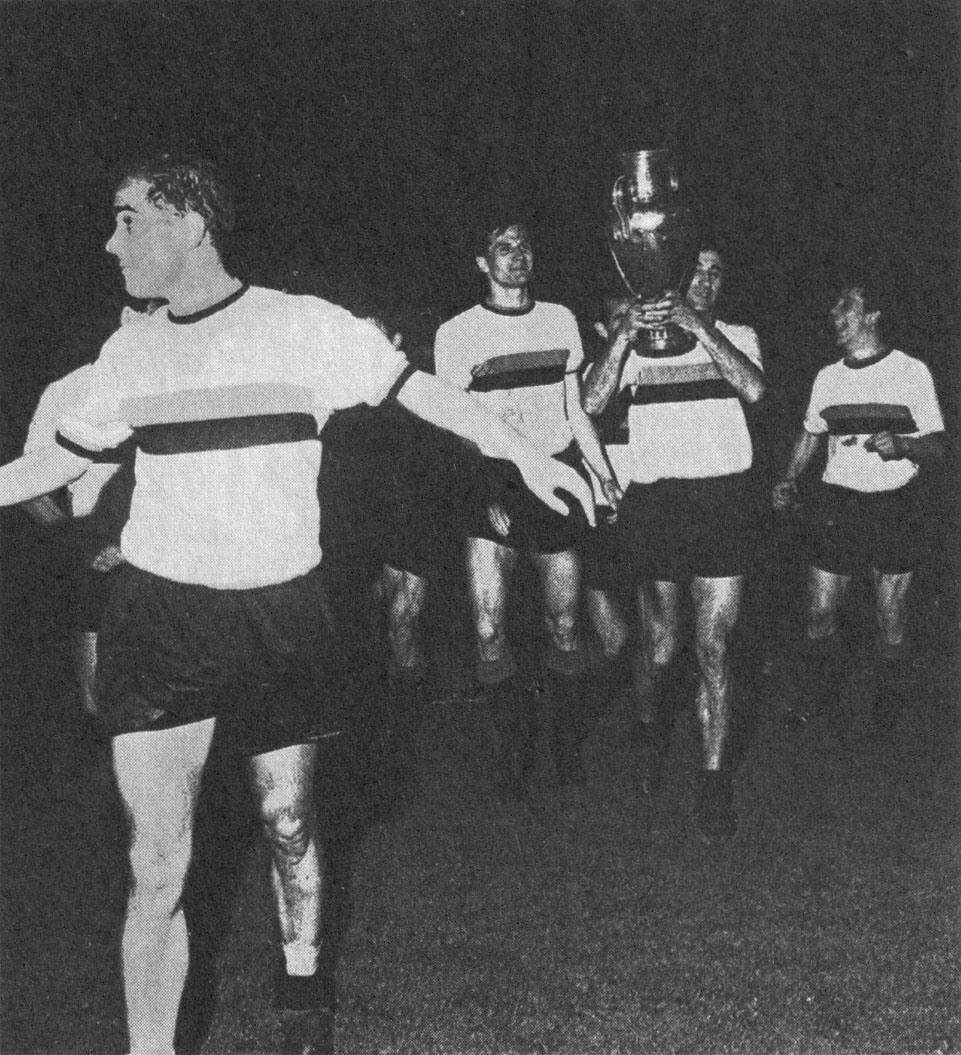
La squadra festeggia il trionfo in Coppa dei Campioni, con indosso la maglia fasciata vestita unicamente nelle partite delle vittorie dei tre titoli stagionali

Raggiunto al primo tentativo lo scranno d'Europa, i nerazzurri — cui un beffardo spareggio era costato la difesa del titolo nazionale — si aggiudicarono il 26 settembre 1964 la Coppa Intercontinentale dopo una «trilogia» con l'argentino Independiente: un errore di Sarti all'andata favorì il gol-partita di Mario Rodríguez, col passivo equilibrato nel ritorno da Mazzola e Corso.
Quest'ultimo decideva poi sul campo neutro di Madrid una «bella» trascinatasi ai supplementari, portando per la prima volta il trofeo in Italia dopo la sconfitta che il Milan subì dal Santos nel 1963.
Tra i nuovi volti figurarono il difensore Malatrasi, l'ala Domenghini — spesso accentrato in attacco per l'abituale collocazione di Jair in fascia — e il centravanti spagnolo Peiró: col tedesco Szymaniak a lasciar spazio in tal senso, l'ex granata finì per rimpiazzare un Milani seriamente infortunatosi durante la Coppa Campioni.
Il 15 novembre 1964 la formazione cedeva di schianto nel derby milanese, con gli uomini di Liedholm trascinati dal carneade Lodetti: una domenica più tardi Picchi e soci erano attesi dalla trasferta in campo bolognese, col pareggio senza reti a decretare un −4 dalla capolista rossonera.
Denso di rimpianti anche l'incontro a Firenze, con la vittoria impedita dall'ex Maschio: nel mese di gennaio l'Inter scivolò a 5 punti dai rivali, facendosi bloccare sul nulla di fatto da entrambe le torinesi e dalla matricola Varese.
Le lunghezze da recuperare giunsero addirittura a 7 quando la Beneamata perse a Foggia, gara preceduta dalla visita a Padre Pio che pronosticò un passo falso coi locali ma anche la successiva affermazione in campionato: il 14 febbraio 1965 contro la Lazio esordì frattanto in Serie A il giovane Bedin, soppiantando stabilmente Tagnin nella posizione d'incontrista.

Mazzola impegna la retroguardia juventina durante la finale di Coppa Italia, tenutasi alle porte della nuova stagione.

In Europa la squadra debuttò negli ottavi di finale regolando per 7-0 la Dinamo Bucarest, con la vertebra di Milani dislocata dalla ginocchiata di un avversario: sopraffatto nei quarti lo scozzese Rangers, i meneghini caddero seccamente a Liverpool nella semifinale d'andata. Un parziale di 3-1 clamorosamente sovvertito in Lombardia, con la rimonta ispirata da Corso e Peiró: a battere l'estremo difensore Lawrence concorsero la punizione «a foglia morta» del fantasista e il tocco "di rapina" dell'iberico, prima del definitivo suggello apposto da Facchetti in proiezione offensiva.
Reduce dalla sesta vittoria consecutiva, il 28 marzo 1965 l'Inter fece sua una memorabile stracittadina col punteggio di 5-2: condiviso per una sola domenica il primato in classifica a quota 42, una lunghezza di margine al Diavolo fu restituita impattando a Vicenza.
Un cruciale snodo si verificò in maggio, quando l'opponente lasciò per strada punti vitali contro Roma e Genoa: realizzato il sorpasso vincendo sul campo della Juventus, l'ipoteca sul tricolore era posta dal vantaggio di +2 a conclusione della penultima giornata.
Il 27 maggio 1965, esattamente un anno dopo il trionfo conosciuto a Vienna, si celebrava la riuscita difesa del titolo europeo dall'assalto del portoghese Benfica: sotto una pioggia torrenziale che investì il prato di San Siro, Jair colpì in scivolata un pallone insaccatosi in rete anche per il «liscio» compiuto dal portiere Costa Pereira. I festeggiamenti proseguirono il 6 giugno, quando un 2-2 col Torino — ripreso dal capocannoniere Mazzola al 90' — archiviò vittoriosamente il campionato: pervenuta anche alla finalissima di Coppa Italia battendo i capitolini ai rigori (con Manfredini e Suárez tiratori desginati), la compagine di Herrera falliva un en-plein arrendendosi con minimo scarto ai bianconeri.

## Divise

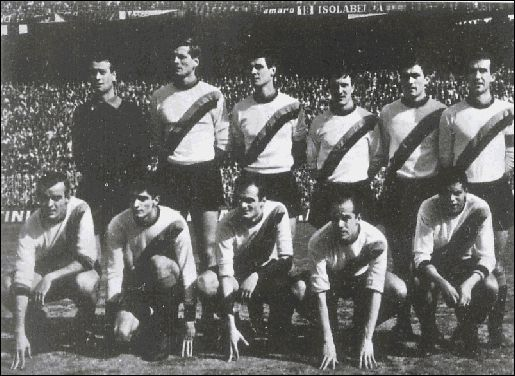
Un undici interista con la divisa sbarrata

| Casa | Trasferta (1ª versione) | Trasferta (2ª versione) |  |

## Organigramma societario
Area direttiva
- Presidente: Angelo Moratti
- Vicepresidente: Giuseppe Prisco
- Direttore sportivo: Italo Allodi[60]

Area tecnica
- Allenatore: Helenio Herrera

Area sanitaria
- Medico sociale: dott. Angelo Quarenghi[61][62]
- Massaggiatore: Bartolomeo Della Casa e Giancarlo Della Casa

## Rosa
| N. |                   | Ruolo | Calciatore            |
| -- | ----------------- | ----- | --------------------- |
|    | Italia (bandiera) | P     | Giuliano Sarti        |
|    | Italia (bandiera) | P     | Ottavio Bugatti       |
|    | Italia (bandiera) | P     | Rosario Di Vincenzo   |
|    | Italia (bandiera) | P     | Giovanni Ferretti     |
|    | Italia (bandiera) | D     | Giacinto Facchetti    |
|    | Italia (bandiera) | D     | Tarcisio Burgnich     |
|    | Italia (bandiera) | D     | Armando Picchi        |
|    | Italia (bandiera) | D     | Spartaco Landini      |
|    | Italia (bandiera) | D     | Aristide Guarneri     |
|    | Italia (bandiera) | D     | Giorgio Dellagiovanna |
|    | Italia (bandiera) | C     | Sandro Mazzola        |
|    | Italia (bandiera) | C     | Mario Corso           |

| N. |                    | Ruolo | Calciatore        |
| -- | ------------------ | ----- | ----------------- |
|    | Spagna (bandiera)  | C     | Luis Suárez       |
|    | Italia (bandiera)  | C     | Gianfranco Bedin  |
|    | Italia (bandiera)  | C     | Sergio Gori       |
|    | Italia (bandiera)  | C     | Saul Malatrasi    |
|    | Italia (bandiera)  | C     | Carlo Tagnin      |
|    | Italia (bandiera)  | C     | Franco Zaglio     |
|    | Italia (bandiera)  | A     | Angelo Domenghini |
|    | Brasile (bandiera) | A     | Jair da Costa     |
|    | Spagna (bandiera)  | A     | Joaquín Peiró     |
|    | Italia (bandiera)  | A     | Francesco Canella |
|    | Italia (bandiera)  | A     | Aurelio Milani    |
|    | Italia (bandiera)  | A     | Bruno Petroni     |

## Risultati

### Serie A

#### Girone di andata
| Varese 13 settembre 1964 1ª giornata | Varese            | 0 – 0 | Inter | Stadio Franco Ossola\| Arbitro: \| D'Agostini (Roma) \| |
| Arbitro:                             | D'Agostini (Roma) |       |       |                                                         |

| Arbitro: | Politano (Cuneo) |

|                               |           |  |
| Suárez 21’ (rig.) Mazzola 62’ | Marcatori |  |

| Arbitro: | Di Tonno (Lecce) |

|                                   |           |             |
| Jair 19’ Domenghini 60’ Corso 76’ | Marcatori | 46’ Morelli |

| Arbitro: | Lo Bello (Siracusa) |

|          |           |                |
| Renna 8’ | Marcatori | 66’ Domenghini |

| Arbitro: | Francescon (Padova) |

|           |           |               |
| Kölbl 52’ | Marcatori | 39’, 48’ Jair |

| Milano 18 ottobre 1964 6ª giornata | Inter             | 0 – 0 | Roma | Stadio San Siro\| Arbitro: \| Angonese (Mestre) \| |
| Arbitro:                           | Angonese (Mestre) |       |      |                                                    |

| Arbitro: | Sbardella (Roma) |

|  |           |                      |
|  | Marcatori | 67’ Mazzola 86’ Jair |

| Arbitro: | Bernardis (Trieste) |

|                    |           |  |
| Cancian 36’ (aut.) | Marcatori |  |

| Arbitro: | Lo Bello (Siracusa) |

|                              |           |  |
| Lodetti 5’, 63’ Amarildo 88’ | Marcatori |  |

| Bologna 22 novembre 1964 10ª giornata | Bologna               | 0 – 0 | Inter | Stadio Comunale\| Arbitro: \| De Marchi (Pordenone) \| |
| Arbitro:                              | De Marchi (Pordenone) |       |       |                                                        |

| Arbitro: | Di Tonno (Lecce) |

|                                       |           |                           |
| Suárez 5’ Stenti 36’ (aut.) Corso 45’ | Marcatori | 19’ De Marchi 86’ Vinicio |

| Arbitro: | De Robbio (Torre Annunziata) |

|                            |           |                   |
| Suárez 4’ Mazzola 26’, 81’ | Marcatori | 52’, 77’ da Silva |

| Arbitro: | De Marchi (Pordenone) |

|                  |           |                       |
| Maschio 74’, 85’ | Marcatori | 48’ Corso 71’ Mazzola |

| Arbitro: | Sbardella (Roma) |

|          |           |            |
| Jair 50’ | Marcatori | 57’ Mazzia |

| Arbitro: | D'Agostini (Roma) |

|            |           |  |
| Mazzola 8’ | Marcatori |  |

| Arbitro: | Sbardella (Roma) |

|                           |           |                                      |
| Calvanese 46’ Facchin 77’ | Marcatori | 12’ Suárez 18’ Mazzola 79’ Facchetti |

| Torino 17 gennaio 1965 17ª giornata | Torino              | 0 – 0 | Inter | Stadio Comunale\| Arbitro: \| Lo Bello (Siracusa) \| |
| Arbitro:                            | Lo Bello (Siracusa) |       |       |                                                      |

#### Girone di ritorno
| Milano 24 gennaio 1965 18ª giornata | Inter                        | 0 – 0 | Varese | Stadio San Siro\| Arbitro: \| De Robbio (Torre Annunziata) \| |
| Arbitro:                            | De Robbio (Torre Annunziata) |       |        |                                                               |

| Arbitro: | Francescon (Padova) |

|                              |           |                      |
| Lazzotti 47’ Nocera 54’, 78’ | Marcatori | 63’ Peiró 65’ Suárez |

| Arbitro: | D'Agostini (Roma) |

|  |           |           |
|  | Marcatori | 40’ Peiró |

| Arbitro: | Varazzani (Parma) |

|                               |           |  |
| Peiró 31’, 76’ Domenghini 47’ | Marcatori |  |

| Arbitro: | Angonese (Mestre) |

|                                             |           |               |
| Rivara 7’ (aut.) Mazzola 27’, 55’ Corso 57’ | Marcatori | 81’ Dal Monte |

| Arbitro: | Lo Bello (Siracusa) |

|                |           |                              |
| Manfredini 22’ | Marcatori | 10’ Jair 41’, 53’ Domenghini |

| Arbitro: | Bernardis (Trieste) |

|                           |           |  |
| Suárez 16’, 26’ Bedin 88’ | Marcatori |  |

| Arbitro: | D'Agostini (Roma) |

|  |           |                |
|  | Marcatori | 73’ Domenghini |

| Arbitro: | Sbardella (Roma) |

|                                                   |           |                   |
| Jair 5’ Domenghini 68’ Corso 73’ Mazzola 81’, 84’ | Marcatori | 17’, 75’ Amarildo |

| Arbitro: | Francescon (Padova) |

|                     |           |  |
| Corso 44’ Bedin 68’ | Marcatori |  |

| Arbitro: | D'Agostini (Roma) |

|                 |           |             |
| Dell'Angelo 88’ | Marcatori | 30’ Mazzola |

| Arbitro: | Lo Bello (Siracusa) |

|  |           |                    |
|  | Marcatori | 43’ (aut.) Sormani |

| Arbitro: | Angonese (Mestre) |

|                                                      |           |                         |
| Corso 2’, 17’ Mazzola 35’, 58’ Burgnich 48’ Jair 70’ | Marcatori | 44’ Maschio 59’ Bertini |

| Arbitro: | Sbardella (Roma) |

|  |           |                    |
|  | Marcatori | 9’ Suárez 83’ Gori |

| Arbitro: | D'Agostini (Roma) |

|          |           |                                          |
| Nova 60’ | Marcatori | 32’ Facchetti 34’ Domenghini 81’ Mazzola |

| Arbitro: | De Robbio (Torre Annunziata) |

|                                                    |           |            |
| Mazzola 12’ Bedin 13’, 48’ Jair 36’ Domenghini 72’ | Marcatori | 2’ Rozzoni |

| Arbitro: | Sbardella (Roma) |

|                             |           |                        |
| Jair 38’ Mazzola 90’ (rig.) | Marcatori | 48’ Simoni 52’ Ferrini |

### Coppa Italia
| Arbitro: | Varazzani (Parma) |

|                                                         |           |                         |
| Jair 15’ Corso 39’ Gori 92’, 94’ Suárez 110’ Peirò 116’ | Marcatori | 31’ Rizzo 87’, 99’ Riva |

| Arbitro: | De Marchi (Pordenone) |

|                                       |                      |                    |
| Manfredini 22’ (rig.) Francesconi 29’ | Marcatori            | 50’ Bedin 56’ Jair |
| Manfredini                            | Tiri di rigore 4 – 6 | Suárez             |

| Arbitro: | D'Agostini (Roma) |

|                |           |  |
| Menichelli 15’ | Marcatori |  |

### Coppa dei Campioni
| Arbitro: | Arriba |

|                                                      |           |  |
| Jair 12’, 35’ Mazzola 16’, 78’ Suárez 38’ Milani 81’ | Marcatori |  |

| Arbitro: | Wlachojanis |

|  |           |                |
|  | Marcatori | 57’ Domenghini |

| Arbitro: | Huber |

|                           |           |             |
| Suárez 48’ Peirò 50’, 51’ | Marcatori | 64’ Forrest |

| Arbitro: | Tschenscher |

|            |           |  |
| Forrest 7’ | Marcatori |  |

| Arbitro: | Kainer |

|                                    |           |             |
| Hunt 7’ Callaghan 33’ St. John 74’ | Marcatori | 10’ Mazzola |

| Arbitro: | Ortiz De Mendibil |

|                                 |           |  |
| Corso 8’ Peirò 9’ Facchetti 62’ | Marcatori |  |

| Arbitro: | Dienst |

|          |           |  |
| Jair 42’ | Marcatori |  |

### Coppa Intercontinentale
| Arbitro: | Marques |

|               |           |  |
| Rodríguez 59’ | Marcatori |  |

| Arbitro: | Gere |

|                      |           |  |
| Mazzola 8’ Corso 39’ | Marcatori |  |

| Arbitro: | Ortiz de Mendibil |

|            |           |  |
| Corso 110’ | Marcatori |  |

## Statistiche

### Statistiche di squadra
| Competizione            | Punti | In casa | In casa | In casa | In casa | In trasferta | In trasferta | In trasferta | In trasferta | Totale | Totale | Totale | Totale | Gf | Gs | DR |
| Competizione            | Punti | G       | V       | N       | P       | G            | V            | N            | P            | G      | V      | N      | P      | Gf | Gs | DR |
| ----------------------- | ----- | ------- | ------- | ------- | ------- | ------------ | ------------ | ------------ | ------------ | ------ | ------ | ------ | ------ | -- | -- | -- |
| Serie A                 | 54    | 17      | 13      | 4       | 0       | 17           | 9            | 6            | 2            | 34     | 22     | 10     | 2      | 68 | 29 | 39 |
| Coppa Italia            | -     | 1       | 1       | 0       | 0       | 2            | 0            | 1            | 1            | 3      | 1      | 1      | 1      | 8  | 6  | 2  |
| Coppa Campioni          | -     | 4       | 4       | 0       | 0       | 3            | 1            | 0            | 2            | 7      | 5      | 0      | 2      | 15 | 5  | 10 |
| Coppa Intercontinentale | -     | 2       | 2       | 0       | 0       | 1            | 0            | 0            | 1            | 3      | 2      | 0      | 1      | 3  | 1  | 2  |
| Totale                  | -     | 24      | 20      | 4       | 0       | 23           | 10           | 7            | 6            | 47     | 30     | 11     | 6      | 94 | 41 | 53 |

### Statistiche dei giocatori
Fonte:
Sono in corsivo i calciatori che hanno lasciato la società a stagione in corso.
| Giocatore        | Serie A  | Serie A | Coppa Italia | Coppa Italia | Coppa dei Campioni | Coppa dei Campioni | Coppa Inercontinentale | Coppa Inercontinentale | Totale   | Totale |
| Giocatore        | Presenze | Reti    | Presenze     | Reti         | Presenze           | Reti               | Presenze               | Reti                   | Presenze | Reti   |
| ---------------- | -------- | ------- | ------------ | ------------ | ------------------ | ------------------ | ---------------------- | ---------------------- | -------- | ------ |
| G. Bedin         | 14       | 4       | 2            | 1            | 3                  | 0                  | 0                      | 0                      | 19       | 5      |
| O. Bugatti       | 6        | -7      | 0            | -0           | 0                  | -0                 | 0                      | -0                     | 6        | -7     |
| T. Burgnich      | 31       | 1       | 1            | 0            | 6                  | 0                  | 2                      | 0                      | 40       | 1      |
| F. Canella       | 3        | 0       | 0            | 0            | 0                  | 0                  | 0                      | 0                      | 3        | 0      |
| M. Corso         | 30       | 8       | 2            | 1            | 5                  | 1                  | 3                      | 2                      | 40       | 12     |
| G. Dellagiovanna | 1        | 0       | 0            | 0            | 0                  | 0                  | 0                      | 0                      | 1        | 0      |
| R. Di Vincenzo   | 3        | -3      | 0            | -0           | 0                  | -0                 | 0                      | -0                     | 3        | -3     |
| A. Domenghini    | 26       | 9       | 1            | 0            | 3                  | 1                  | 1                      | 0                      | 31       | 10     |
| G. Facchetti     | 32       | 1       | 3            | 0            | 7                  | 1                  | 3                      | 0                      | 45       | 2      |
| G. Ferretti      | 0        | -0      | 0            | -0           | 0                  | -0                 | 0                      | -0                     | 0        | -0     |
| S. Gori          | 4        | 1       | 1            | 2            | 1                  | 0                  | 0                      | 0                      | 6        | 3      |
| A. Guarneri      | 31       | 0       | 2            | 0            | 7                  | 0                  | 3                      | 0                      | 43       | 0      |
| Jair             | 19       | 10      | 3            | 2            | 5                  | 3                  | 2                      | 0                      | 29       | 15     |
| S. Landini       | 1        | 0       | 2            | 0            | 0                  | 0                  | 0                      | 0                      | 3        | 0      |
| S. Malatrasi     | 15       | 0       | 2            | 0            | 3                  | 0                  | 2                      | 0                      | 22       | 0      |
| S. Mazzola       | 33       | 17      | 2            | 0            | 6                  | 3                  | 2                      | 1                      | 43       | 21     |
| A. Milani        | 11       | 0       | 0            | 0            | 1                  | 1                  | 2                      | 0                      | 14       | 1      |
| J. Peiró         | 15       | 4       | 3            | 1            | 7                  | 3                  | 2                      | 0                      | 27       | 8      |
| B. Petroni       | 0        | 0       | 0            | 0            | 0                  | 0                  | 0                      | 0                      | 0        | 0      |
| A. Picchi        | 28       | 0       | 1            | 0            | 6                  | 0                  | 3                      | 0                      | 38       | 0      |
| G. Sarti         | 25       | -26     | 3            | -6           | 7                  | -0                 | 3                      | -0                     | 38       | -32    |
| L. Suárez        | 29       | 8       | 3            | 1            | 6                  | 2                  | 3                      | 0                      | 41       | 11     |
| C. Tagnin        | 16       | 0       | 2            | 0            | 4                  | 0                  | 2                      | 0                      | 24       | 0      |
| F. Zaglio        | 0        | 0       | 0            | 0            | 0                  | 0                  | 0                      | 0                      | 0        | 0      |